# Pilgersdorf
Pilgersdorf (ungerska: Pörgölény, kroatiska: Pilištrof) är en ort och kommun i Österrike. Den ligger i distriktet Oberpullendorf i förbundslandet Burgenland, i den östra delen av landet, 90 km söder om huvudstaden Wien. 
Kommunen består av sju orter (Ortschaften) (inom parentes invånarantal 1 januari 2024):
- Bubendorf im Burgenland (267)
- Deutsch Gerisdorf (184)
- Kogl im Burgenland (96)
- Lebenbrunn (125)
- Pilgersdorf (574)
- Salmannsdorf (123)
- Steinbach im Burgenland (208)